# Khurshid Ahmed Shah
Syed Khurshid Ahmed Shah ou Khursheed Ahmad Shah (en ourdou : سید خورشید احمد شاہ), né le 20 avril 1952 à Sukkur, est un homme politique pakistanais. Membre important du Parti du peuple pakistanais, il est successivement député provincial, ministre provincial du Sind, député fédéral, ministre fédéral, et enfin chef de l'opposition à l'Assemblée nationale à la suite des élections législatives de 2013 et jusqu'en 2018.

## Éducation et vie personnelle
Khurshid Ahmed Shah est né le 20 avril 1952 à Sukkur, dans la province méridionale du Sind. Il fait ensuite ses études au Government Islamia Science College de sa ville, et obtient un Bachelor of Laws en 1974, puis une maîtrise en histoire en 1978. Il exerce ensuite en tant qu'avocat et est aussi un homme d'affaires. 
Il est par ailleurs marié et a deux fils et trois filles. 

## Carrière politique

### Député
Khurshid Ahmed Shah a été élu député de l'Assemblée provinciale du Sind, sous l'étiquette du Parti du peuple pakistanais, lors des élections législatives de 1988, puis devient ensuite ministre provincial dans le gouvernement local de Qaim Ali Shah, et obtient les portefeuilles de l'éducation et du transport, notamment.
Il devient ensuite député fédéral, élu notamment lors des élections législatives de 1993, de 2002, de 2008, de 2013 et enfin de 2018. En 2002, il a été élu dans la première circonscription de Sukkur avec 42,9 % des voix face à quinze autres candidats. En 2008, c'est dans la deuxième circonscription de Sukkur qu'il est élu, avec cette fois près de 73 % des voix, puis il est réélu en 2013 dans cette même circonscription avec environ 58 % des voix.

### Ministre fédéral
Khurshid Ahmed Shah a été pour la première fois ministre fédéral lors du second mandat de Benazir Bhutto, de 1993 à 1996, durant lequel il occupe le portefeuille de l'éducation. À la suite de la victoire du Parti du peuple pakistanais aux élections législatives de 2008, il est ministre du travail puis des affaires religieuses.

### Dans l'opposition
À la suite de la défaite de son parti aux élections législatives de 2013, qui arrive de justesse à être la deuxième force de l'Assemblée nationale, il est désigné au poste de chef de l’opposition par le président de la chambre Sardar Ayaz Sadiq, le 7 juin 2013, poste qu'il occupe jusqu'à la fin de la législature le 31 mai 2018. Il occupe aussi le poste de président de la commission parlementaire des comptes publics et entretient de bonnes relations avec les différents partis politiques. 
Avec les élections législatives de 2018, son parti chute à la troisième place et perd donc le rôle de meneur officiel de l'opposition au profit de la Ligue musulmane du Pakistan (N). Ahmed Shah est toutefois réélu député dans la première circonscription de Sukkur avec près de 52 % des voix. Il est ensuite choisi comme candidat commun de l'opposition pour l'élection du président de l'Assemblée nationale, et réunit 146 voix le 15 août, perdant logiquement au profit du candidat du parti victorieux Asad Qaiser qui réunit 176 voix.

### Ministre des Ressources hydrauliques
Le 19 avril 2022, il est nommé ministre des Ressources hydrauliques dans le gouvernement de coalition de Shehbaz Sharif, parmi l'un des neufs ministres de son parti, quelques jours après la démise d'Imran Khan. Il remplace Moonis Elahi. 